# Ocratoxina a
La ocratoxina A (OTA) es una micotoxina producida por algunas especies de hongos de los géneros Penicillium y Aspergillus, principalmente Penicillium verrucosum, Aspergillus ochraceus y Aspergilli de la sección Nigri, especialmente A. carbonarius. Esta última ha sido identificada como la especie clave responsable de la contaminación por OTA de uvas, vino y frutos de vid. Por otro lado, A. ochraceus puede infectar cereales, café, cacao y nueces comestibles. También se ha detectado en productos de origen animal, como los riñones e hígado de cerdo, si bien la contaminación con OTA de carne, leche y huevos parece ser insignificante. 
Condiciones de crecimiento de dichos hongos
El género Aspergillus crece en un intervalo de temperatura comprendido entre 12-37 °C, y se asocia a climas cálidos y tropicales, detectándose sobre todo en alimentos almacenados. El género Penicilium crece en un intervalo de temperatura más bajo (4-31 °C) y con una actividad de agua de 0,80 por lo que va a contaminar alimentos producidos en climas templados y fríos, especialmente en cereales y derivados.
El género Penicilium crece en un intervalo de temperatura más bajo (4-31 °C) y con una actividad de agua de 0,80 por lo que va a contaminar alimentos producidos en climas templados y fríos, especialmente en cereales y derivados.
Estructura química
La Ocratoxina A (OTA) es una molécula formada por un anillo de 3,4- dihidro metil isocumarina unido, por medio de su grupo carboxilo y a través de un enlace tipo amida, a una molécula de fenilalanina.                                                                                                                                 Es muy estable, incolora, soluble en disolventes orgánicos polares, poco soluble en agua, con características de ácido débil y capaz de emitir fluorescencia al ser excitada con luz ultravioleta.
Toxicidad
La OTA es nefrotóxica, inmunosupresora, genotóxica, carcinógena, teratogénica y neurotóxica. Respecto a la actividad carcinogénica, la Agencia Internacional de Investigación contra el Cáncer (IARC) ha clasificado a esta micotoxina en la categoría 2B, es decir, como posible carcinógeno humano. La exposición a alimentos contaminados con OTA se ha relacionado con evidencias epidemiológicas de cáncer testicular debido a la formación de aductos con el ADN inducidos por la acción de este genotóxico.
La toxicidad aguda de la OTA presenta variaciones interespecíficas. La DL50 por vía oral presenta un intervalo entre 20-50 mg/kg en ratas y ratones, y entre 0,2-1 mg/kg en perros, cerdos y pollos, que son las especies más sensibles. Los síntomas de una intoxicación aguda consisten en pérdida de peso, poliuria, polidipsia y hemorragias multifocales en los principales órganos y trombos de fibrina en los órganos de mayor actividad metabólica (bazo, cerebro, hígado, riñón y corazón), así como nefrosis y necrosis hepáticas. La toxicidad crónica de la OTA se traduce en una nefropatía intersticial en los animales de granja (pollos y cerdos) conocidas como nefropatías porcinas y aviares. La OTA constituye, además, el principal factor determinante del desarrollo de tumores en el tracto urinario en el hombre y de la “Nefropatía endémica de los Balcanes”, presentando gran incidencia en las regiones del sudeste de Europa (Bosnia, Serbia, Croacia, Bulgaria y Rumanía)
Finalmente, algunos autores apuntan que individuos en estado de malnutrición son especialmente sensibles a los efectos adversos de las micotoxinas.
Prevención y control del riesgo
La aplicación de Buenas Prácticas Agrícolas (BPA) constituyen la primera línea de defensa contra la contaminación de los productos vegetales por Ocratoxina A, seguida por la aplicación y seguimiento de Buenas Prácticas de Almacenamiento, Transporte y Manipulación.
Las guías de buenas prácticas agrícolas establecen recomendaciones muy detalladas para ser seguidas durante la fase de cultivo, cubriendo todos los aspectos del proceso de producción desde la siembra, la salud de las plantas, la gestión responsable de fertilizantes y fitosanitarios, la recolección de la cosecha, el almacenaje en la explotación y el transporte, y evitar así que el producto vegetal sufra una contaminación.
Por otro lado, los operadores de empresa alimentaria deben asegurar que sus programas de Análisis de Peligros y Puntos de Control Crítico (APPCC) tienen previsto este peligro y garantizan que los productos que comercializan no superan los niveles establecidos en la legislación europea.
Por ejemplo, para el control de una posible contaminación del cereal con micotoxinas, los límites críticos pueden consistir en valores de humedad y temperatura, que garanticen un almacenamiento seguro del cereal.